# Carl Friedrich Gauß
  Carl Friedrich Gauß  (alemany: Johann Carl Friedrich Gauß)  (Brunsvic, 30 d'abril de 1777 - Göttingen, 23 de febrer de 1855) fou un matemàtic i científic alemany que feu descobertes significatives en molts camps, incloent-hi la teoria de nombres, l'estadística, l'anàlisi, la geometria diferencial, la geodèsia, l'electroestàtica, l'astronomia i l'òptica. Conegut de vegades com a Princeps mathematicorum (en llatí, «el Príncep dels matemàtics» o «el Primer dels matemàtics») i el «més gran matemàtic des de l'antiguitat», Gauss ha tingut una influència destacable en molts camps de la matemàtica i de la ciència, i se'l considera un dels matemàtics més influents de la història. De les matemàtiques en deia que eren "la reina de les ciències".
Gauss fou un nen prodigi. Hi ha moltes anècdotes referents a la seva precocitat d'infant. Feu els primers descobriments matemàtics innovadors quan encara era adolescent. Completà les Disquisitiones arithmeticae, la seva obra magna, el 1798, a l'edat de 21 anys, tot i que no van ser publicades fins al 1801. Aquesta obra fou fonamental per a consolidar la teoria de nombres com a disciplina, i influeix en aquest camp fins a l'actualitat.

## Biografia

### Primers anys (1777–1798)

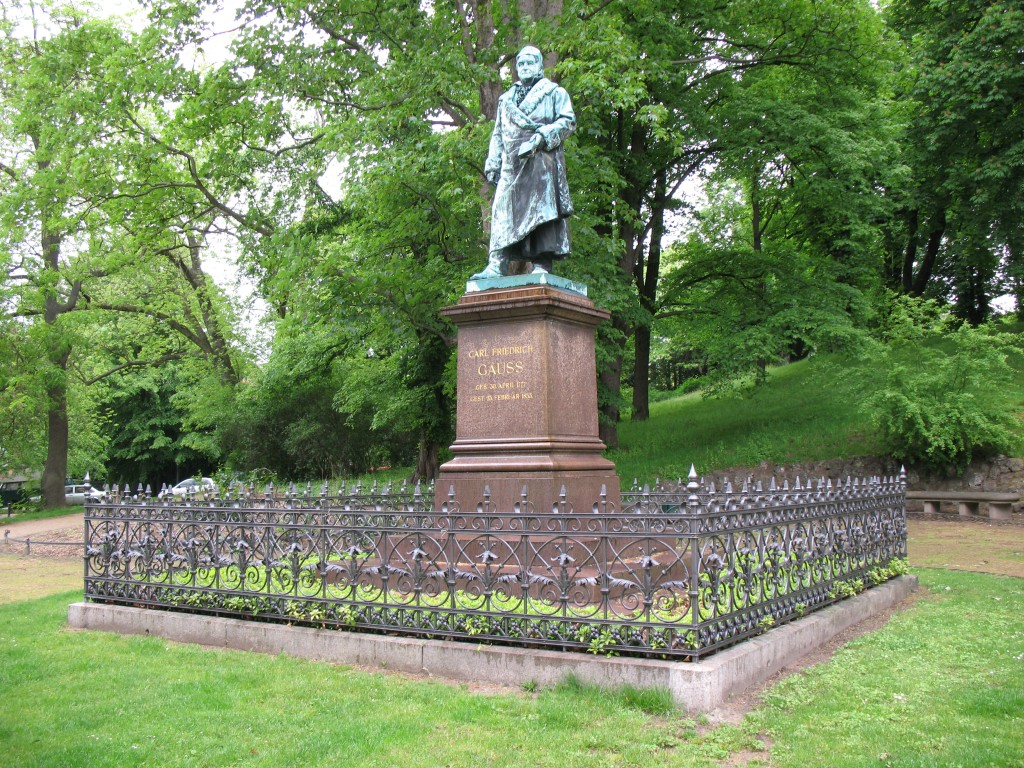
Estàtua de Gauss a Braunschweig, la seva ciutat de naixement

Gauss nasqué el 30 d'abril de 1777 a Braunschweig (ducat de Brunswick-Lüneburg, avui part de la Baixa Saxònia d'Alemanya), fill únic de pares de classe obrera. Tenia un mig-germà gran, del primer matrimoni de son pare.
Segons l'anecdotari, el seu geni matemàtic ja es notà a l'edat de tres anys, quan corregí, de cap, un error que havia fet el pare mentre feia càlculs de sou. També es diu que, a l'escola elemental, el mestre provà d'entretenir els alumnes fent-los sumar tots els nombres enters de l'1 al 100; pocs segons després, el jove Gauss, deixant tothom bocabadat, hi donà la resposta correcta, car s'havia adonat que, en sumar els elements de dos en dos començant pel primer i l'últim, sortien sumes idèntiques (1+100=101, 2+99=101, 3+98=101, etc.) i que, per tant, la suma total era de 50 × 101 = 5050. Aquest fet sorprengué el mestre, Martin Bartels. Tanmateix, els detalls de la història són incerts  per tal de veure la discussió de la cita original de Wolfgang Sartorius von Waltershausen i els canvis en altres versions); alguns autors, com Joseph J. Rotman al seu llibre A first course in Abstract Algebra, qüestionen si el fet ocorregué realment o no.
Les habilitats intel·lectuals de Gauss atragueren l'atenció del Duc de Braunschweig, que el feu entrar al Collegium Carolinum (ara Universitat Tècnica de Brunsvic). Va estudiar-hi de 1792 fins a 1795, i va continuar de 1795 a 1798 a la Universitat de Göttingen. D'estudiant a la universitat, redescobrí, de manera independent, alguns teoremes importants. El 1796 aconseguí demostrar que qualsevol polígon regular de n costats, sempre que n sigui el producte d'una potència de 2 per un nombre primer de Fermat, es pot construir amb regle i compàs, un problema de construcció que havia ocupat els matemàtics des de la Grècia clàssica. Gauss se'n sentí tan complagut, d'aquest resultat, que demanà que s'inscrivís a la seva tomba un polígon regular de 17 costats. El picapedrer refusà l'encàrrec dient que aquesta construcció tan difícil fóra essencialment molt semblant a la d'un cercle. Aquest resultat fou determinant, per al jove Gauss, ja que el feu inclinar-se pels estudis de matemàtiques, en comptes dels de filologia.
L'any 1796 fou el més productiu de Gauss, i per a la teoria de nombres. Descobrí la construcció de l'heptadecàgon regular, el 30 de març. Inventà l'aritmètica modular, el que va simplificar enormement les operacions en teoria de nombres. Fou el primer a demostrar la llei de reciprocitat quadràtica, el 8 d'abril. Aquesta important llei general permet als matemàtics determinar la solucionabilitat de qualsevol equació quadràtica per mitjà de l'aritmètica modular. El teorema dels nombres primers, conjecturat el 31 de maig, dona una bona idea de com els nombres primers es distribueixen en la successió dels naturals. Gauss també descobrí, el 10 de juliol, que tot nombre enter positiu es pot representar com a suma de la majoria dels nombres triangulars, i després anotà al seu diari les famoses paraules, «Eureka! num = Δ + Δ + Δ.» L'1 d'octubre publicà un resultat sobre el nombre de solucions dels polinomis amb coeficients en un cos finit, que fou el precursor de les conjectures de Weil de 150 anys més tard.

### Mitjana edat (1799–1830)
Al seu doctorat in absentia, el 1799, de tesi Una nova demostració del teorema que cada funció algebraica racional d'una sola variable pot ser resolta en factors reals de primer o de segon grau, Gauss hi demostrà el teorema fonamental de l'àlgebra, que planteja que tot polinomi d'una sola variable en el pla complex té almenys una arrel. Altres matemàtics, incloent-hi Jean le Rond d'Alembert, n'havien fet falses demostracions abans que ell, i la de Gauss incloïa una crítica del treball de d'Alembert. Irònicament, en l'estàndard vigent en les matemàtiques actuals, l'intent de Gauss no és acceptable, ja que s'hi fa un ús implícit del teorema de la corba de Jordan. Gauss fou el primer a demostrar el teorema fonamental de l'àlgebra; durant la seva vida en trobà quatre demostracions completament diferents. L'última demostració, el 1849, resultà ser general i d'exposició rigorosa. Els seus intents de demostració aclariren considerablement el concepte de nombres complexos.

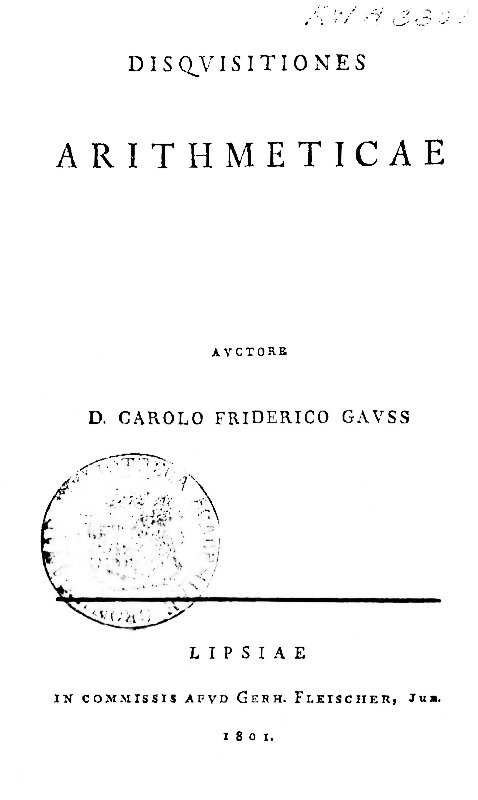
Pàgina del títol de l'obra Disquisitiones arithmeticae per Gauss.

Gauss feu també importants contribucions a la teoria dels nombres amb el seu llibre Disquisitiones Arithmeticae, traduïda al català,  que dedica sis seccions a la teoria de nombres, donant a aquesta branca matemàtica una estructura sistematitzada. A l'última secció del llibre hi exposa la seva tesi doctoral.
Aquell mateix any, l'astrònom italià Giuseppe Piazzi descobrí el planeta nan Ceres, però només el pogué veure durant uns quants dies. Gauss en predigué correctament l'òrbita mitjançant aproximacions d'arrels quadrades, per tal que se'l pogués tornar a veure. Així, fou redescobert per Franz Xaver von Zach, el 31 desembre de 1801, a l'observatori de Gotha, i també l'endemà, per Heinrich Olbers, a Bremen.
El mètode que feu servir Gauss es basava a determinar una secció cònica a l'espai, donat un focus (el sol), la intersecció de la cònica amb tres línies determinades (les línies de visió des de la terra --que es mou en una el·lipse-- al planeta) i el temps necessari perquè el planeta creués els arcs determinats per aquestes línies (de les quals es poden calcular les longituds dels arcs mitjançant la Segona Llei de Kepler). Aquest problema dona lloc a una equació de grau vuit, de la qual es coneix una solució, l'òrbita de la Terra. La solució cercada és aleshores separada de les sis restants, basant-se en condicions físiques. En aquest treball Gauss feu servir mètodes d'aproximació exhaustiva que ell mateix havia creat amb aquest propòsit. Zach va remarcar que "sense el treball intel·ligent i els càlculs fets pel Doctor Gauss podríem no haver tornat a trobar Ceres." 
Gauss es mantenia gràcies a la paga del duc de Brunswick, però no li agradava la inseguretat d'aquesta situació ni creia que les matemàtiques fossin prou importants per a merèixer aquest suport. Així, intentà aconseguir un càrrec com a astrònom, i el 1807 fou designat professor d'astronomia i director de l'observatori astronòmic de Göttingen, posició que mantingué la resta de la seva vida.
El descobriment de Ceres per Piazzi l'1 de gener de 1801 dugué Gauss a treballar en la seva teoria del moviment dels planetoides pertorbats per planetes grans, publicada finalment el 1809 sota el títol Theoria motus corporum coelestium in sectionibus conicis solem ambientum (teoria del moviment de cossos celestes en seccions còniques al voltant del sol). Piazzi només havia estat capaç de veure Ceres durant un parell de mesos, seguint-lo al llarg de tres graus en el cel de nit. Després, Ceres desaparegué temporalment sota la brillantor del sol. Uns mesos més tard, quan hauria d'haver reaparegut, Piazzi no aconseguí de localitzar-lo: les eines matemàtiques de l'època no servien per a extrapolar una posició a partir de les dades adquirides en un recorregut tan minso, de tres graus, que només representava l'1% de la seva òrbita.
Gauss, que llavors tenia 23 anys, en assabentar-se del problema decidí abordar-lo. Després de tres mesos de treball intens, predigué la posició de Ceres el desembre de 1801 —justament un any després d'haver-se'l vist per primera vegada— amb una precisió de mig grau. En aquest procés, optimitzà les treballoses matemàtiques del segle xviii per a la predicció orbital, tant, que el seu treball —publicat uns quants anys més tard com a Teoria del Moviment Celeste— roman com un pilar de la computació astronòmica. Hi introduí la constant gravitacional de Gauss, i un tractament influent del mètode dels mínims quadrats, procediment que es fa servir avui dia a totes les ciències per tal de minimitzar l'impacte dels errors de mesura. Gauss fou capaç de demostrar el mètode el 1809 sota l'assumpció d'errors normalment distribuïts (vegeu el teorema de Gauss-Markov). El mètode havia estat descrit abans per Adrien-Marie Legendre, el 1805, però Gauss remarcà que en feia ús des de 1795 (Abdi, Hervé. «The Method of Least Squares» (en anglès) p. 2.   Universitat de Texas a Dallas, 2006. [Consulta: 26 setembre 2010].)

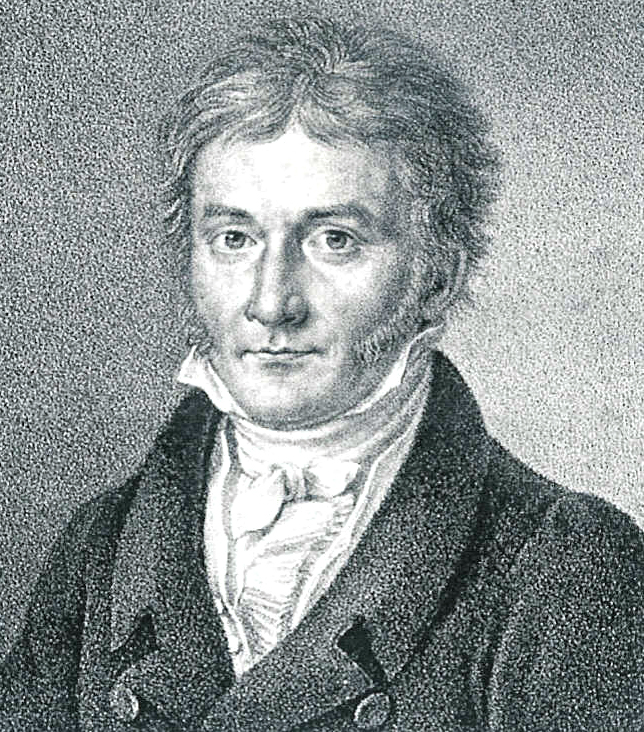
Retrat de Gauss publicat en Astronomische Nachrichten, 1828

El 1818 començà un estudi d'agrimensura (mesurament d'àrees i la rectificació de límits) per al Regne de Hannover, treball que posteriorment el duria al desenvolupament de la distribució normal, tot i no haver estat Gauss el primer a desenvolupar-la. Així, posava en pràctica les seves habilitats de càlcul, enllaçant també amb estudis similars prèviament fets a Dinamarca. Per a poder escometre aquest estudi, Gauss s'inventà l'heliotropi, instrument que fa servir un mirall per reflectir la llum a grans distàncies i calcular posicions.
Gauss descobrí la possibilitat de les geometries no euclidianes, però no en publicà mai res, de por de l'escàndol que provocaria (aquest descobriment seria un gran paradigma de canvi, en matemàtiques, car alliberà els matemàtics de la creença errònia que els axiomes d'Euclides eren l'única manera de construir una geometria consistent i no-contradictòria; a més, les investigacions en aquestes altres geometries havien de dur, entre altres coses, a la teoria general de la relativitat d'Einstein, que descriu l'univers com a no-euclidià). Aquesta informació es troba en les cartes de Gauss a Farkas Bolyai. El seu amic Bolyai, a qui jurà "germandat i l'estendard de la veritat", havia intentat demostrar durant anys el postulat de les paral·leles usant els altres axiomes geomètrics d'Euclides, sense resultat. El fill de Bolyai, János Bolyai, redescobrí la geometria no euclidiana, i després de veure-ho, Gauss escrigué a Farkas Bolyai: "Elogiar-ho seria equivalent a elogiar-me a mi mateix. El contingut sencer del treball... coincideix quasi exactament amb les meves meditacions, que ocuparen la meva ment en el passat, durant trenta o trenta-cinc anys."

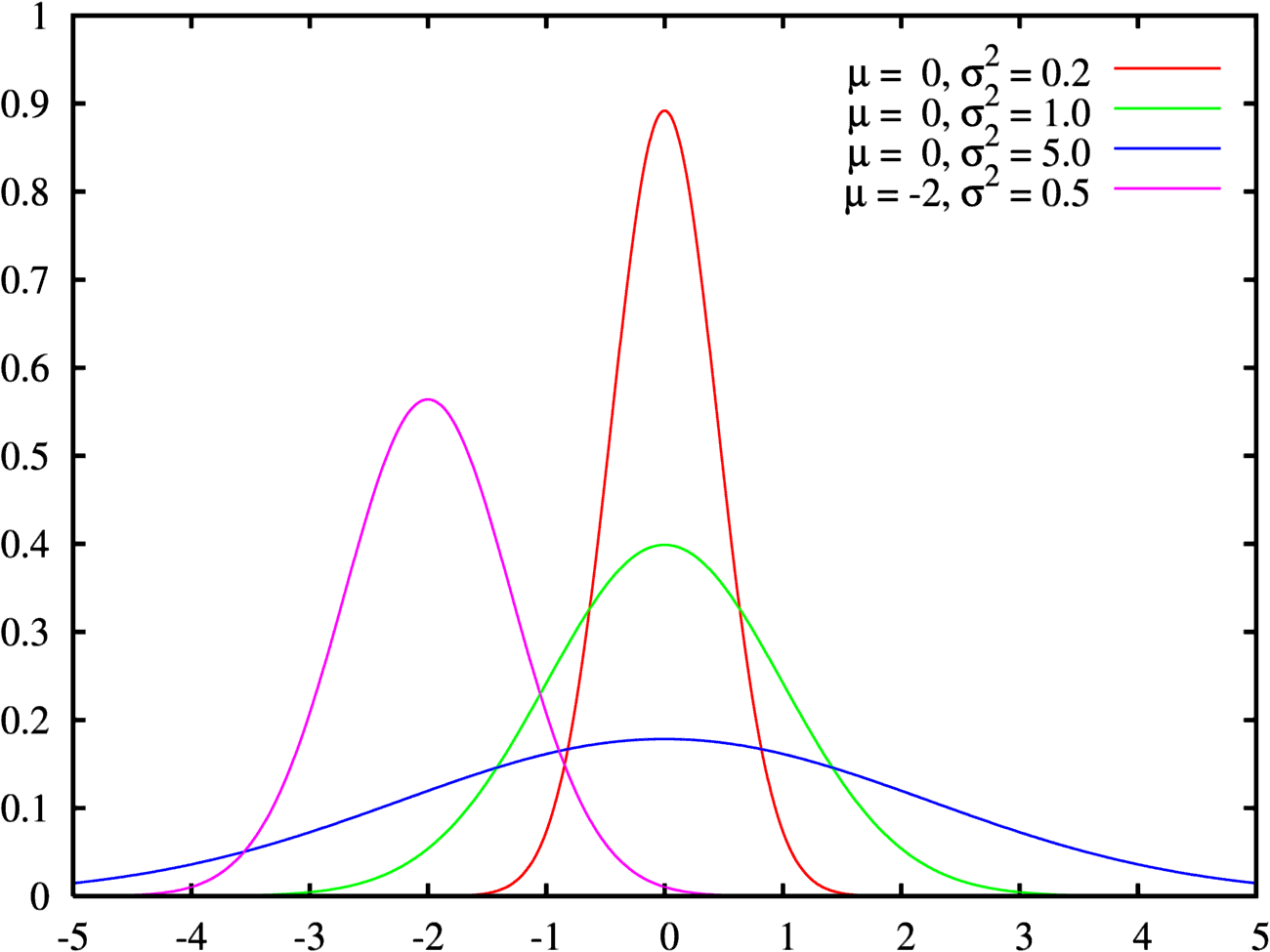
Quatre distribucions normals Gaussianes d'estadística.

Les cartes de Gauss, anys abans de 1829, el mostren discutint de manera críptica el problema de les línies paral·leles. Waldo Dunnington, un estudiós de Gauss, prova de manera existosa, a Gauss, Titan of Science, que es trobava en efecte en possessió de la geometria no-euclidiana prou temps abans que fos publicada per János Bolyai, però que no volgué publicar-la per la seva por a la controvèrsia.
L'estudi sobre Hannover empenyé l'interès de Gauss cap a la geometria diferencial, camp de les matemàtiques que tracta de corbes i superfícies. Entre altres coses, Gauss destaca per la noció de curvatura Gaussiana. Això donà lloc, el 1828, a un teorema important, el Theorema Egregium (teorema destacat, en llatí). El teorema ve a dir que la curvatura d'una superfície pot determinar-se totalment mesurant-ne els angles i les distàncies dins la superfície. És a dir, que la curvatura d'una superfície no depèn de quina forma pren dins l'espai tridimensional, sinó de les distàncies i angles dins seu (per exemple, un full de paper té la mateixa curvatura tant si es troba damunt una taula, pla, com si el fem servir per a embolicar un cilindre, car els angles i distàncies dins seu no han variat).
El 1821, fou nomenat membre estranger de la Reial Acadèmia Sueca de Ciències.

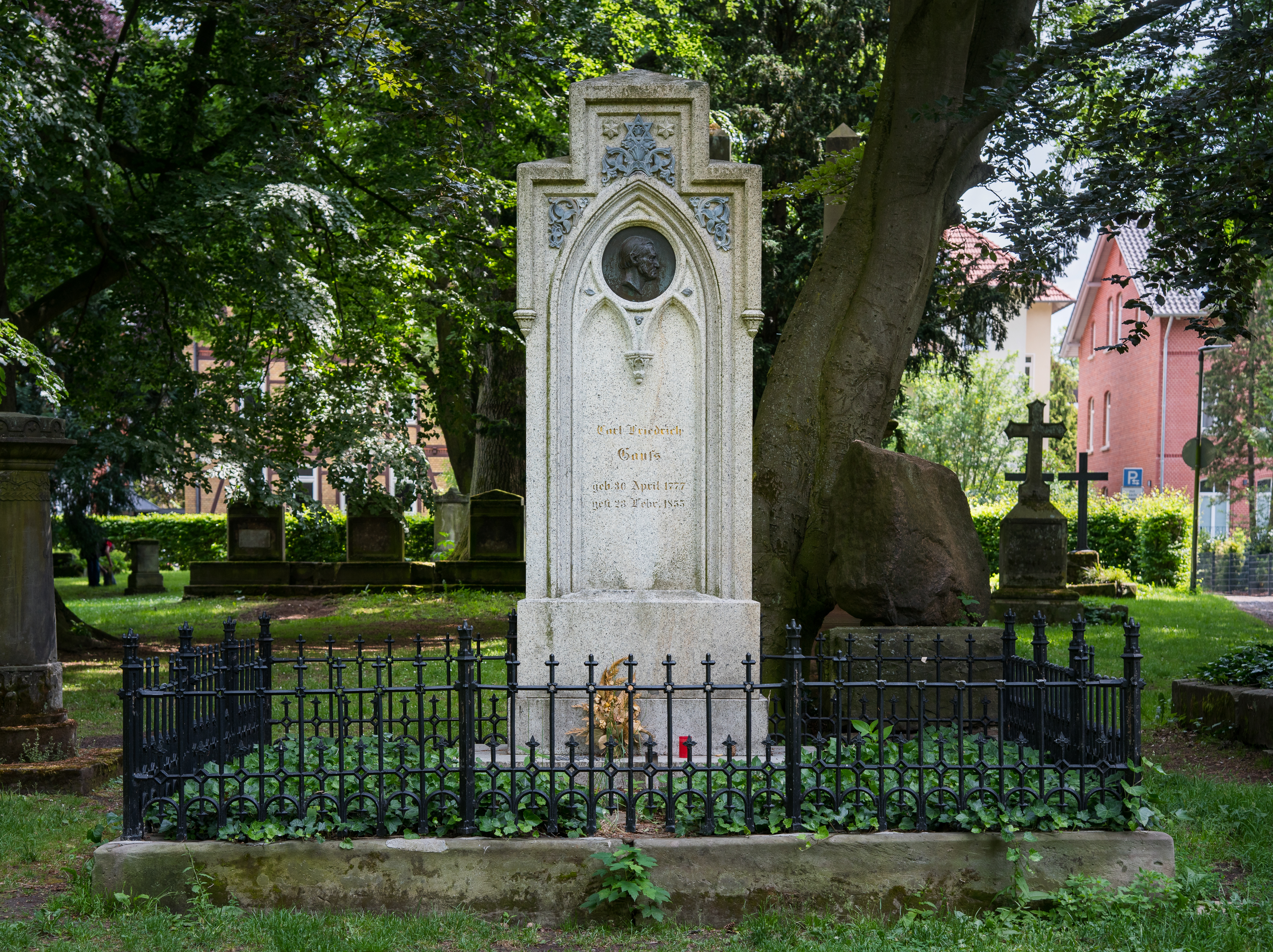
Tomba de Gauss al cementiri St. Alabano de Göttingen.

### Últims anys i mort (1831-1855)
El 1831 Gauss establí una fructuosa col·laboració amb el professor de física Wilhelm Weber, que portaria al nou coneixement del magnetisme (incloent-hi el descobriment d'una representació de la unitat de magnetisme en termes de massa, longitud i temps) i més tard al descobriment de les lleis de Kirchoff dels circuits elèctrics. Construïren el primer telègraf electromecànic el 1833, que connectava l'observatori amb l'institut de física de Göttingen. Gauss demanà la construcció d'un observatori magnètic al jardí de l'observatori, i amb Weber fundà el magnetischer Verein ("el club magnètic" en alemany), que mesurà el camp magnètic de la Terra en diverses regions del món. Desenvolupà un mètode per a mesurar la intensitat horitzontal del camp magnètic, que s'ha fet servir satisfactòriament fins a la segona meitat del segle xx, i treballà en la teoria matemàtica per a separar la font interna i externa del camp magnètic de la Terra, la magnetosfera.
Gauss morí a Göttingen, Hannover (ara part de la Baixa Saxònia, Alemanya) el 1855, i fou enterrat al cementiri d'Albanifriedhof d'aquesta població. Dues persones l'elogiaren al funeral, el fillastre de Gauss, Heinrich Ewald, i Wolfgang Sartorius von Waltershausen, amic íntim de Gauss i més tard biògraf seu. El seu cervell fou preservat i estudiat per Rudolph Wagner, que en mesurà la massa, de 1492 grams, i l'àrea cerebral, de 219,588 centímetres quadrats. S'hi trobaren convolucions altament desenvolupades, que a principis del segle xx foren considerades l'explicació del seu talent de geni.

## Vida personal
La vida personal de Gauss fou, des d'un principi, enfosquida per la mort de la primera esposa, Johanna Osthoff, el 1809, seguida poc després per la mort del seu fill Louis. Gauss entrà en una depressió de què mai no es refeu del tot. Es casà una altra vegada, amb la millor amiga de Johanna, Friederica Wilhelmine Waldeck, coneguda pel nom de Minna. En morir Minna, el 1831, després d'una llarga malaltia, una de les seues filles, Therese, s'encarregà de la casa i tingué cura de Gauss fins al final de la seva vida. La seua mare visqué a casa seva des del 1817 fins que morí, el 1839,.
Gauss tingué sis fills. Amb Johanna (1780-1809), Joseph (1806-1873), Wilhelmina (1808-1846) i Louis (1809-1810). De tots els fills de Gauss, de Wilhenmina es deia que era la de talent més semblant al seu, però morí jove. Amb Minna Waldeck tingué també tres fills: Eugene (1811-1896), Wilhelm (1813-1879) i Therese (1816-1864). Eugene emigrà als Estats Units pels volts de 1832, i també Wilhelm, a Missouri, on començà de pagès, i més tard a St. Louis hi feu diners amb un negoci de sabates. Therese guardà la casa de Gauss fins a la seva mort, després de la qual es casà.
Gauss no volia que cap dels fills es dediqués a les matemàtiques o a la ciència. Volia que Eugene fos advocat, però el fill volia estudiar llengües. Es discutiren, per això, i Gauss es negà a donar-li suport econòmic. El fill se n'anà enfadat i emigrà als Estats Units, on tingué prou èxit. Calgueren molts anys perquè, degut a l'èxit d'Eugene en la seva carrera, pogués gaudir d'una bona reputació entre els amics i els col·legues de Gauss. Vegeu també la carta de Robert Gauss a Felix Klein el 3 de setembre de 1912.

## Personalitat
Gauss era un perfeccionista ardent i un treballador dur. D'acord amb les afirmacions d'Isaac Asimov, un cop l'interromperen enmig d'un problema per informar-lo que la seva dona s'estava morint. Sembla que la seva resposta fou "Digueu-li que esperi un moment, que aviat acabo." D'aquesta anècdota se'n fa ressò també l'obra Gauss, Titan of Science de Guy Waldo Dunnington, on l'autor suggereix que és una història apòcrifa.
No fou mai un escriptor prolífic, i refusava de publicar treballs que no considerés complets i per damunt de la crítica. Actuava d'acord amb el seu lema, pauca sed matura ("poc, però madur"). Els seus diaris personals indiquen que havia fet descobriments matemàtics importants anys o dècades abans que els seus contemporanis, quan també arribaven a fer-los, els publiquessin. L'historiador matemàtic Eric Temple Bell estima que si Gauss hagués publicat de seguida tots els seus descobriments, les matemàtiques s'haurien avançat uns 50 anys.
Tot i que tingué uns quants alumnes, Gauss era conegut perquè no li agradava d'ensenyar. Se sol dir que només participà en una conferència científica, a Berlín l'any 1828. Això no obstant, alguns dels seus alumnes havien d'esdevenir matemàtics influents, entre ells Richard Dedekind, Bernhard Riemann, i Friedrich Bessel. Gauss recomanà el 1830 a la universitat de Göttingen d'atorgar un títol honorífic, abans que morís, a Sophie Germain, amb qui per carta havia intercanviat descobertes i inquietuds matemàtiques.
Gauss normalment declinava presentar la intuïció com a mecanisme de les seves elegants demostracions, i això ho justificava, de manera insatisfactòria, en les seves "Disquisitiones arithmeticae", on afirma que totes les anàlisis (per exemple, els camins que se solen prendre per tal d'arribar a una solució) s'han de suprimir en favor de la brevetat en l'exposició.
Gauss donava suport a la monarquia i s'oposava a Napoleó, que veia com una conseqüència de la revolució.

## Commemoracions
Mètodes o idees desenvolupats per Gauss o que duen el seu nom en commemoració seva:
- El mètode de reducció de Gauss per diagonalització i inversió de matrius i, per tant, de resolució de sistemes lineals.
- La llei Gaussiana de propagació dels errors.
- L'error integral de Gauß.
- El teorema integral de Gauss, incloent-hi el teorema de Gauss-Ostrogradsky o teorema de la divergència, de Càlcul Vectorial.
- La llei de Gauss a electroestàtica.
- La curvatura de Gauss en geometria diferencial.
- La fórmula de Pasqua de Gauss, el càlcul del dia de Pasqua.
- La fórmula de la setmana de Gauss, per a calcular el dia de la setmana segons una data.
- La fórmula trapezial de Gauss per a calcular les coordenades d'una àrea dividint-la en triangles i trapezoides.
- El principi de mínima restricció de Gauss, en mecànica.
- Les fórmules de la quadratura de Gauss, tècniques d'integració numèrica (vegeu també Quadratura de Gauss).
- Les bases de la Quadratura de Gauss (per exemple la integració de Gauss-Legendre).
- La distribució normal de Gauss, també anomenada campana de Gauss.
- Els nombres de Gauss, una extensió dels nombres enters als nombres complexos.
- El pla de nombres de Gauss com a interpretació geomètrica de la quantitat de nombres complexos.
- Les funcions de terra i de sostre, una funció que arrodoneix els nombres als anterior i posterior nombres enters respectivament.
- El procés de Gauss, un procés estocàstic.
- El Lema de Gauss, un pas en una de les demostracions de la reciprocitat quadràtica
- La suma del petit Gauss, una fórmula de suma entre files.
- El sumatori de Gauss, un cert tipus de suma finita d'arrel unitat.

Mètodes i idees que es basen en part del seu treball:
- El teorema de Gauss-Bonet de geometria diferencial.
- El Mètode de Gauss-Elling, un mètode de càlcul d'àrees mitjançant coordenades.
- L'algorisme d'eliminació de Gauss-Jordan, una evolució de l'algorisme d'eliminació de Gauss.
- El sistema de coordenades de Gauss-Krügel i la projecció de Gauss-Krügel.
- El teorema de Gauss-Markov de l'existència del Millor Estimador Lineal no Esbiaixat (BLUE en anglès).
- L'òptica gaussiana, una descripció matemàtica de la propagació de la llum làser.
- L'algorisme de Gauss-Newton, per a resoldre equacions no lineals.
- El mètode de Gauss-Seidel, per a resoldre sistemes lineals.
- La piràmide de Gauss-Laplace, o piràmide de Burt-Adelson.

Reconeixements i commemoracions:
Des de 1989 fins a la introducció de l'euro el 2001 el seu retrat i una corba de distribució normal, juntament amb alguns prominents edificis de Göttingen, eren plasmats en els bitllets de banc de deu marcs alemanys a Alemanya. A l'altra cara del bitllet hi havia el sextant i un petit mapa mostrant la triangulació del Regne de Hannover dibuixat per Gauss. Alemanya ha emès un total de tres segells en honor de Gauss. El primer segell fou el número 725, emès el 1955 amb motiu del centenari de la seva mort; els dos altres segells, de números 1246 i 1811, s'emeteren el 1977 amb motiu del bicentenari del seu naixement.
La novel·la Die Vermessung der Welt (La Mesura del Món), escrita per Daniel Kehlmann el 2005, explora la vida de Gauss i la seva feina per mitjà de la ficció històrica, contrastant-les amb les de l'explorador alemany Alexander von Humboldt.
El 2007, el seu bust fou introduït al temple Walhalla.
Quelcom anomenat en honor de Gauss:
- La unitat CGS d'inducció magnètica fou anomenada així en honor seu.
- La constant gravitacional de Gauss.
- El cràter Gauss de la Lluna.
- L'asteroide 1001 Gaussia.
- El vaixell Gauss, de 1980.
- El lloc de Gauss, a la Universitat de Göttingen
- El vaixell Gauss, utilitzat en l'Expedició Gauss a l'Antàrtic.
- Gaussberg, un volcà extingit descobert en l'anterior expedició esmentada.
- Torre Gauss, una torre d'observació a Dransfeld, Alemanya.
- Als instituts canadencs, una competició anual de matemàtiques a nivell nacional administrada pel Centre for Education in Mathematics and Computing és anomenada en honor de Gauss.
- El Gauss Haus, un centre de NMR, a la Universitat de Utah.
- L'escola Carl-Friedrich-Gauß de Matemàtiques, Informàtica, Administració Empresarial, Economia i Ciències Socials de la Universitat Tècnica de Braunschweig.
- La medalla Carl Friedrich Gauss de la Societat Científica de Brunswick.
- La festiva conferència de Gauss de la Deutsche Mathematiker-Vereinigung (Associació de Matemàtics d'Alemanya).
- El Canó de Gauss, una peça d'artilleria de funcionament elèctric, demostrada matemàticament factible gràcies a ell.

## Obres publicades
- 1799: Tesi doctoral al voltant del Teorema fonamental de l'àlgebra, amb el títol: Demonstratio nova theorematis omnem functionem algebraicam rationalem integram unius variabilis in factores reales primi vel secundi gradus resolvi posse ("Nova demostració del teorema que cada funció algebraica integral d'una variable pot ser resolta en factors reals [per exemple polinomis] de primer o segon grau")

- 1801: Disquisitiones Aritmeticae (Aritmètica) Disquisitiones Arithmeticae. Traducció a l'alemany per H. Maser  Chelsea. Untersuchungen uber hohere Arithmetik (Disquisitiones Arithmeticae i altres publicacions de teoria de nombres) (segona edició), 1965. ISBN 0-8284-0191-8., pp. 1–453. Traducció a l'anglès per Arthur A. Clarke  Springer. Disquisitiones Arithemeticae (Segona, edició corregida), 1986. ISBN 0387962549..

- 1808:  Comment. Soc. regiae sci, Göttingen XVI. Theorematis arithmetici demonstratio nova.. Traducció a l'alemany per H. Maser  Chelsea. Untersuchungen uber hohere Arithmetik (Disquisitiones Arithmeticae i altres publicacions de teoria de nombres) (segona edició), 1965. ISBN 0-8284-0191-8., pp. 457–462 [Introdueix el Lema de Gauss, el fa servir a la tercera demostració de la reciprocitat quadràtica]

- 1809: Theoria Motus Corporum Coelestium in sectionibus conicis solem ambientium (Astronomia) (Theorie der Bewegung der Himmelskörper, die die Sonne in Kegelschnitten umkreisen), traduïda a l'anglès per C. H. Davis, reimpresa el 1963, Dover, Nova York.

- 1811:  Comment. Soc. regiae sci, Göttingen. Summatio serierun quarundam singularium.. Traducció a l'alemany per H. Maser  Chelsea. Untersuchungen uber hohere Arithmetik (Disquisitiones Arithmeticae i altres publicacions de teoria de nombres) (segona edició), 1965. ISBN 0-8284-0191-8., pp. 463–495 [Determinació del signe de la suma quadràtica de Gauss, la fa servir per a desprendre'n la quarta demostració de reciprocitat]

- 1812: Disquisitiones Generales Circa Seriem Infinitam {\displaystyle 1+{\tfrac {\alpha \beta }{1.\gamma }}x+{\tfrac {\alpha (\alpha +1)\beta (\beta +1)}{1\ .\ 2\ .\ \gamma (\gamma +1)}}xx+{\tfrac {\alpha (\alpha +1)(\alpha +2)\beta (\beta +1)(\beta +2)}{1\ .\ 2\ .\ 3\ .\ \gamma (\gamma +1)(\gamma +2)}}x^{3}+} etc.

- 1818:  Comment. Soc. regiae sci, Göttingen. Theorematis fundamentallis in doctrina de residuis quadraticis demonstrationes et amplicationes novae.. Traducció a l'alemany per H. Maser  Chelsea. Untersuchungen uber hohere Arithmetik (Disquisitiones Arithmeticae & other papers on number theory) (Second edition), 1965. ISBN 0-8284-0191-8., pp. 496–510 [Cinquena i sisena demostració de la reciprocitat quadràtica]

- 1823: Theoria combinationis observationum erroribus minimis obnoxiae (Estadística). Drei Abhandlungen betreffend die Wahrscheinlichkeitsrechnung als Grundlage des Gauß'schen Fehlerfortpflanzungsgesetzes. Traducció a l'anglès per G. W. Stewart, 1987, Society for Industrial Mathematics.

- 1827: Disquisitiones generales circa superficies curvas, Commentationes Societatis Regiae Scientiarum Gottingesis Recentiores. Volum VI, pp. 99–146. "General Investigations of Curved Surfaces" (published 1965) Raven Press, New York, translated by A.M.Hiltebeitel and J.C.Morehead.

- 1828: Disquisitiones generales circa superficies curva (Geometria)  Comment. Soc. regiae sci, Göttingen 6. Theoria residuorum biquadraticorum, Commentatio prima.. Traducció a l'alemany per H. Maser  Chelsea. Untersuchungen uber hohere Arithmetik (Disquisitiones Arithmeticae i altres publicacions de teoria de nombres) (segona edició), 1965. ISBN 0-8284-0191-8., pp. 511–533 [Trets elementals sobre residus biquadràtics, prova d'un dels suplements de la llei de la reciprocitat biquadràtica (el caràcter biquadràtic de 2)]

- 1832:  Comment. Soc. regiae sci, Göttingen 7. Theoria residuorum biquadraticorum, Commentatio secunda.. Traducció a l'alemany per H. Maser  Chelsea. Untersuchungen uber hohere Arithmetik (Disquisitiones Arithmeticae i altres publicacions de teoria de nombres) (segona edició), 1965. ISBN 0-8284-0191-8., pp. 534–586 [Introdueix l'Enter de Gauss, planteja (sense demostració) la Llei de reciprocitat biquadràtica, prova la llei suplementària per a 1 + i]

- 1843/44: Untersuchungen über Gegenstände der Höheren Geodäsie. Erste Abhandlung[Enllaç no actiu], Abhandlungen der Königlichen Gesellschaft der Wissenschaften in Göttingen. segon volum, pp. 3–46

- 1846/47: Untersuchungen über Gegenstände der Höheren Geodäsie. Segon Tractat[Enllaç no actiu], Abhandlungen der Königlichen Gesellschaft der Wissenschaften in Göttingen. Dritter Band, pp. 3–44

### Correspondència i diaris
- Christian August Friedrich Peters (editor): Briefwechsel zwischen C. F. Gauss und H. C. Schumacher, Gustav Esch, Altona 1860-1865.(a Google Books: Volum 1, 1+2, 2, 3+4, 3+4, 5+6)
- Karl Christian Bruhns (editor): Briefe zwischen A. v. Humboldt und Gauss, Wilhelm Engelmann, Leipzig 1877. (a L'Arxiu d'Internet: aquí, aquí, aquí, o aquí)
- Arthur Auwers (editor): Briefwechsel zwischen Gauss und Bessel, Wilhelm Engelmann, Leipzig 1880. (a L'Arxiu d'Internet: «Enllaç».)
- Franz Schmidt, Paul Stäckel (editor): Briefwechsel zwischen Carl Friedrich Gauss und Wolfgang Bolyai, B. G. Teubner, Leipzig 1899. (a l'University of Michigan: «Enllaç».; a L'Arxiu d'Internet:: «Enllaç».)
- Carl Schilling (editor): Wilhelm Olbers: Sein Leben und seine Werke. Segon Volum: Briefwechsel zwischen Olbers und Gauss, Julius Springer, Berlín 1900 1909. (a L'Arxiu d'Internet: Part 1, 2, 2)
- Clemens Schaeffer (editor): Briefwechsel zwischen Carl Friedrich Gauß und Christian Ludwig Gerling, Otto Elsner, Berlín 1927.
- Mathematisches Tagebuch 1796–1814, Ostwaldts Klassiker, Harri Deutsch Verlag 2005, amb Anmerkungen von Neumamn, ISBN 978-3-8171-3402-1 (Traducció a l'anglès amb notes per Jeremy Gray: Expositiones Math. 1984)
- Jeremy Gray: A commentary on Gauss' matematical diary, 1796-1814, Expositiones Mathematicae 2, 1984, S. 97-130 (anglès).

### Obra completa
- Carl Friedrich Gauß: Werke (en alemany), publicat per la Gesellschaft der Wissenschaften zu Göttingen. Inclou traduccions a l'alemany de textos en llatí i comentaris fets per diverses autoritats. (Consulta: 26 de setembre de 2010)
  - Volum 1 bis 6, Dieterich, Göttingen 1863–1874 (a Google Books: Volum 2, 3, 3, 3, 5; a l'Arxiu d'Internet: Volum 4, 4, 6), segona edició 1870–1880 (a l'Arxiu d'Internet: Volum 1, 2, 2, 3, 3, 4, 5, 5)
  - Volum 7 bis 12, B. G. Teubner, Leipzig 1900–1917, Julius Springer, Berlín 1922–1933 (a l'Arxiu d'Internet: Volum 7, 9, 10.2(1+5), 10.2(4))

Als volums 10 i 11 es poden trobar molts comentaris d'en Paul Bachmann (Teoria de nombres), Ludwig Schlesinger (Teoria de funcions), Alexander Ostrowski (Àlgebra), Paul Stäckel (Geometria), Oskar Bolza (Càlcul de variacions), Philipp Maennchen (Algorismes de Gauß), Harald Geppert (Mecànica, teoria potencial), Andreas Galle (Geodèsia), Clemens Schaefer (Física) i Martin Brendel (Astronomia). Es va publicar per primera vegada per Ernst Schering, i després per Felix Klein.

### Traduccions

#### Al català
- Pascual Xufrè, Griselda. Institut d'Estudis Catalans. Carl Friedrich Gauss - Disquisicions aritmètiques, 1996. ISBN 84-7283-313-5.

#### A d'altres idiomes
- Recherches générales sur les surfaces courbes, Bachelier, Paris 1852 (traducció al francès de Disquisitiones generales circa superficies curvas, 1828; a Gallica: «Enllaç».)
- Méthode des moindres carrés, Mallet-Bachelier, Paris 1855 (traducció al francès de Theoria combinationis observationum erroribus minimis obnoxiae, 1823/1828, amb Joseph Bertrand; a Google Books: , «Enllaç».)
- Theory of the Motion of the Heavenly Bodies Moving about the Sun in Conic Sections, Little, Brown and Company, Boston 1857 (traducció a l'anglès de Theoria motus corporum coelestium in sectionibus conicis solem ambientium, 1809, de Charles Henry Davis; a Google Books: «Enllaç»., «Enllaç».; a l'Arxiu d'Internet: «Enllaç»., «Enllaç»., «Enllaç».)
- Carl Haase (editor): Theorie der Bewegung der Himmelskörper welche in Kegelschnitten die Sonne umlaufen, Carl Meyer, Hannover 1865 (traducció a l'alemany de Theoria motus corporum coelestium in sectionibus conicis solem ambientium, 1809, de Carl Haase; a Google Books: ); Faksimile-Reprint Verlag Kessel, 2009, ISBN 978-3-941300-13-2
- Anton Börsch, Paul Simon (editor): Abhandlungen zur Methode der kleinsten Quadrate von Carl Friedrich Gauss, P. Stankiewicz, Berlín 1887 (traducció a l'alemany de Theoria combinationis observationum erroribus minimis obnoxiae, 1823/1828, i més; a l'Arxiu d'Internet: )
- Heinrich Simon (editor): Allgemeine Untersuchungen über die unendliche Reihe {\displaystyle 1+{\tfrac {\alpha \beta }{1.\gamma }}x+{\tfrac {\alpha (\alpha +1)\beta (\beta +1)}{1\ .\ 2\ .\ \gamma (\gamma +1)}}xx+{\tfrac {\alpha (\alpha +1)(\alpha +2)\beta (\beta +1)(\beta +2)}{1\ .\ 2\ .\ 3\ .\ \gamma (\gamma +1)(\gamma +2)}}x^{3}+} u.s.w., Julius Springer, Berlín 1888 (traducció a l'alemany de Disquisitiones generales circa seriem infinitam 1+…, 1813, de Heinrich Simon; a l'Arxiu d'Internet: «Enllaç».)
- Hermann Maser (editor): Carl Friedrich Gauss' Untersuchungen über höhere Arithmetik, Julius Springer, Berlín 1889 (deutsche Übersetzung von Disquisitiones Arithmeticae, 1801; a l'Arxiu d'Internet: «Enllaç».); Faksimile-Reprint Verlag Kessel, 2009, ISBN 978-3-941300-09-5.
- Albert Wangerin (editor): Allgemeine Flächentheorie (Disquisitiones generales circa superficies curvas), Wilhelm Engelmann, Leipzig 1889 (traducció a l'alemany; a l'University of Michigan: «Enllaç».; a l'Arxiu d'Internet: «Enllaç»., «Enllaç».)
- Eugen Netto (editor): Die vier Gauss'schen Beweise für die Zerlegung ganzer algebraischer Funktionen in reelle Factoren ersten oder zweiten Grades (1799–1849), Wilhelm Engelmann, Leipzig 1890 (Traducció a l'alemany; a l'University of Michigan: «Enllaç».; a l'Arxiu d'Internet: «Enllaç»., «Enllaç»., «Enllaç».)
- Eugen Netto (editor): Sechs Beweise des Fundamentaltheorems über quadratische Reste von Carl Friedrich Gauss, Wilhelm Engelmann, Leipzig 1901 (traducció a l'alemany amb anotacions; a l'University of Michigan: «Enllaç».; a l'Arxiu d'Internet: aquí, aquí, aquí, o aquí)
- General investigations of curved surfaces of 1827 and 1825, The Princeton University Library, 1902 (traducció a l'anglès de Disquisitiones generales circa superficies curvas, 1828, i Neue allgemeine Untersuchungen über die krummen Flächen, 1901, de James Caddall Morehead i Adam Miller Hiltebeitel; a l'University of Michigan: «Enllaç».; a l'Arxiu d'Internet: aquí, o aquí)
- Heinrich Weber (editor): Allgemeine Grundlagen einer Theorie der Gestalt von Flüssigkeiten im Zustand des Gleichgewichts, Wilhelm Engelmann, Leipzig 1903 (traducció a l'alemany de Principia generalia theoriae figurae fluidorum in statu aequilibrii, 1830, de Rudolf Heinrich Weber; a l'Arxiu d'Internet: aquí, o aquí)